# بئر ماء وودنجدين
بئر ماء وودنجدين (بالإنجليزية: Woodingdean Water Well)‏ هو بئر ماء موجود في ضاحية وودنجدين شرق مدينة برايتون أند هوف، إنجلترا، يعتبر أعمق بئر في العالم جرى حفره يدويًا، حيث يصل قعره إلى عمق 390 مترًا (1،285 قدمًا). أما الغرض من حفره فكان توفير المياه لأحد ورشات العمل. بدأ العمل في الحفر عام 1858، وانتهى في 16 مارس 1862، أي بعد أربع سنوات، يتواجد البئر حاليًا في المحيط الخارجي لمستشفى نافيلد، في وودنجدين.